# Palacio de los Deportes Fernando Teruel
El Palacio de los Deportes Fernando Teruel es una instalación deportiva multiusos situado en Concepción de La Vega, La Vega, República Dominicana. Posee una capacidad de 3400 espectadores. Actualmente el escenario donde los Reales de La Vega disputan sus encuentros como locales en la Liga Nacional de Baloncesto de la República Dominicana. También es donde se disputa el Torneo de Baloncesto Superior de La Vega, uno de los principales torneos regionales de baloncesto del país.

## Historia
El recinto fue inaugurada en noviembre de 1976 con una capacidad de dos mil quinientas personas. En octubre de 2007 fue remodelado con una nueva capacidad de más de 3000 asientos.
Desde el inicio de la Liga Nacional de Baloncesto en 2005, el recinto ha sido lugar de los Reales de La Vega, donde ese mismo año se coronaron campeones nacionales.